# Patchy Toledo
Patrícia "Patchy" Araujo Toledo (15 de agosto de 1978) é uma treinadora de futebol brasileira e ex-jogadora profissional que atuava como meio-campo e atacante . Atualmente, Patrícia é treinadora principal da seleção feminina de futebol sub-16 dos Estados Unidos.
Patrícia é uma ex-jogadora internacional sub-19 da Seleção Brasileira de Futebol Feminino.
Patrícia assinou por seu primeiro clube profissional aos 17 anos  e, no Brasil, jogou pelo Corinthians, Palmeiras e Flamengo. 
Mudou-se para os Estados Unidos e depois de um período no Cloud County Community College, no Kansas, frequentou a Universidade do Oeste da Florida, entre 2003 e 2006. Ela ganhou honras da NCAA pela Division II All-South Region, em 2005 e 2006.
O clube islandês Íþróttafélag Reykjavíkur assinou com o Patrícia para a temporada de 2007, mas o clube terminou no último lugar da liga com sete pontos em 16 jogos. Patrícia voltou aos EUA para a temporada 2008, com a equipe do WPSL SD United.
Em 2009, o OOH Lincoln Ladies trouxe Patrícia para a Inglaterra, onde ela participou de quatro jogos no campeonato e marcou um gol, antes de partir no final de dezembro por causa do tempo frio.

## Carreira gerencial
Em agosto de 2022, Patrícia foi nomeada treinadora principal da seleção feminina de futebol sub-16 dos Estados Unidos.